# گژبینگه
گژبینگه (به لهستانی:  Grzebienie) یک روستا در لهستان است که در گمینا دانبرووا بیاووستوتسکا واقع شده‌است.